# Château de Merpins
Les ruines du château de Merpins, qui fut une importante forteresse médiévale, sont situées à Merpins-Vieux-Bourg, sur le territoire de la commune de Merpins, dans le département de la Charente.

## Localisation
Le château de Merpins est construit sur un éperon rocheux dominant le double confluent du Né, de la Charente et de l'Antenne. Le site forme un oppidum barré sur la rive gauche de la Charente, en amont de la confluence de l'Antenne en rive droite et du Né en rive gauche.
Le site est situé à proximité de la ville de Cognac et à moins de 2 km de l'ancienne voie gallo-romaine reliant Saintes et Périgueux, le chemin Boisné qui passe à la Frenade, et des historiens ont longtemps supposé que c'était l'emplacement d'une mansio ou d'une mutatio (sorte de relais de poste) connue sous le nom de Condate.

## Historique
L'éperon rocheux sur lequel a été bâti le château a été occupé dès le Néolithique.
La tradition orale fait remonter l'origine de la forteresse à la seconde moitié du VIIIe siècle sous l'impulsion de Charlemagne, qui en 810 aurait imposé aux comtes d'Angoulême la construction de la forteresse, face aux pressions des invasions normandes, mais aucun document ne le prouve. En 850, le château aurait été pris par les Normands. Au Xe siècle la châtellenie de Merpins appartenait aux Taillefer, comtes d'Angoulême.
En 1176 Merpins est pris par les Anglais et Richard Cœur de Lion le donne en 1180 à son fils illégitime Philippe de Falcombridge, marié à Amélie de Cognac. Cognac et Merpins ne furent pas réunis longtemps, en 1204 Philippe de Falcombridge vend Merpins à Jean sans Terre qui fait réparer la forteresse. Son fils Henri III donne Merpins à Hugues X de Lusignan, comte de la Marche, mari d'Isabelle d'Angoulême. En 1242, les Anglais sont battus à la bataille de Taillebourg, Merpins revint au roi de France mais le traité de Brétigny de 1360 le leur rend.
C'est après un siège de six ans mené par le maréchal de Sancerre que le château est repris en 1387. Le roi Charles VI ordonne sa destruction.
Le site est encore un lieu de combats au cours des guerres de Religion, occupé par les catholiques puis les protestants. C'est le duc de Mayenne qui les déloge en 1577.

## Description
Élevée à l'extrémité d'une pointe rocheuse, la motte est aménagée sur le sommet d'une colline ayant au nord et à l'est de larges et profonds fossés taillés dans le rocher. De forme légèrement allongée, elle mesure 40 m sur son axe ouest-est et 60 m sur son axe nord-sud. La motte, close par une muraille d'enceinte comprend quatre tours dont un donjon, une poterne, un couloir souterrain et un puits.
Le château est séparée du reste du plateau par un large fossé. Des contreforts de maçonnerie soutenaient l'ensemble. Des tours rondes s'avançaient dans les douves. S'il existait un donjon, on ne connait pas son emplacement.
La forteresse primitive aurait été construite au IXe siècle. Elle est, dès le Xe siècle, renforcée par des pierres puis entre 1140 et 1150 ont érigent le donjon et le château fort.
Après 1179 trois tours sont construites par les Anglais qui renforcent les murailles et creusent une douve sèche. D'autres travaux de fortification datent des XIIIe siècle.
Les fouilles menées en 1972 et 1973 permirent la découverte sous une des tours ainsi que sous l'enceinte d'un couloir souterrain, qui vraisemblablement faisait communiquer le fossé avec les constructions intérieures. Il s'agit d'une « courtine en plan incliné de 30 m de long creusée dans le roc pour sa partie inférieure et aménagée dans les maçonneries pour les parties hautes ». Le couloir, aménagé en escalier, a 3,50 m de large et 3 m de haut. Une porte donnant dans le fossé, à 5 m au-dessous du niveau actuel, ainsi qu'une ouverture (fenêtre) fut également découverte.
En 1975, en dessous d'une ouverture murée pratiquée dans la barbacane, fut découvert une porte en arc brisé (XIIe siècle) donnant accès à un couloir aménagé dans le roc et, de là, à un escalier.

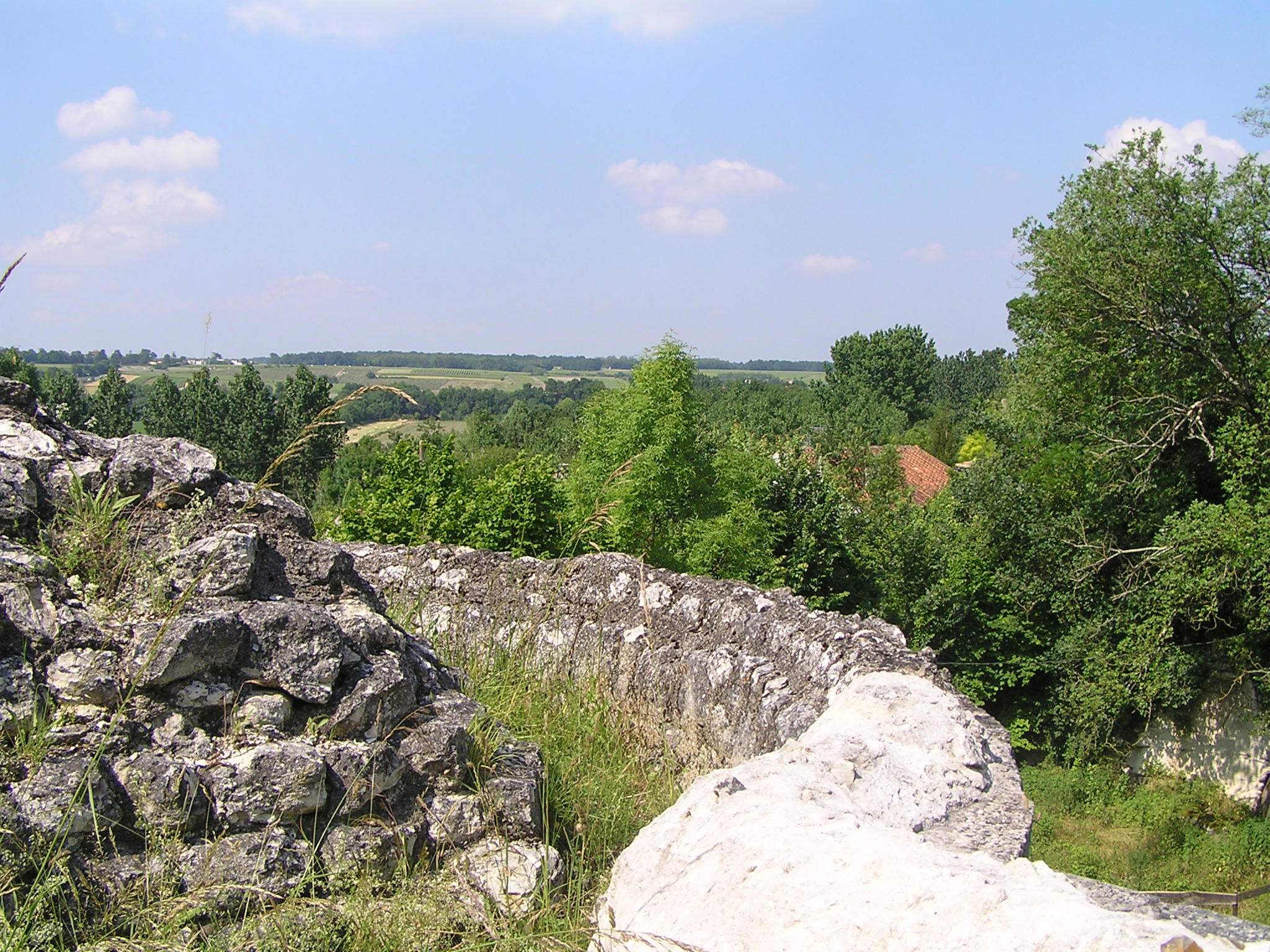
Vue depuis le château.
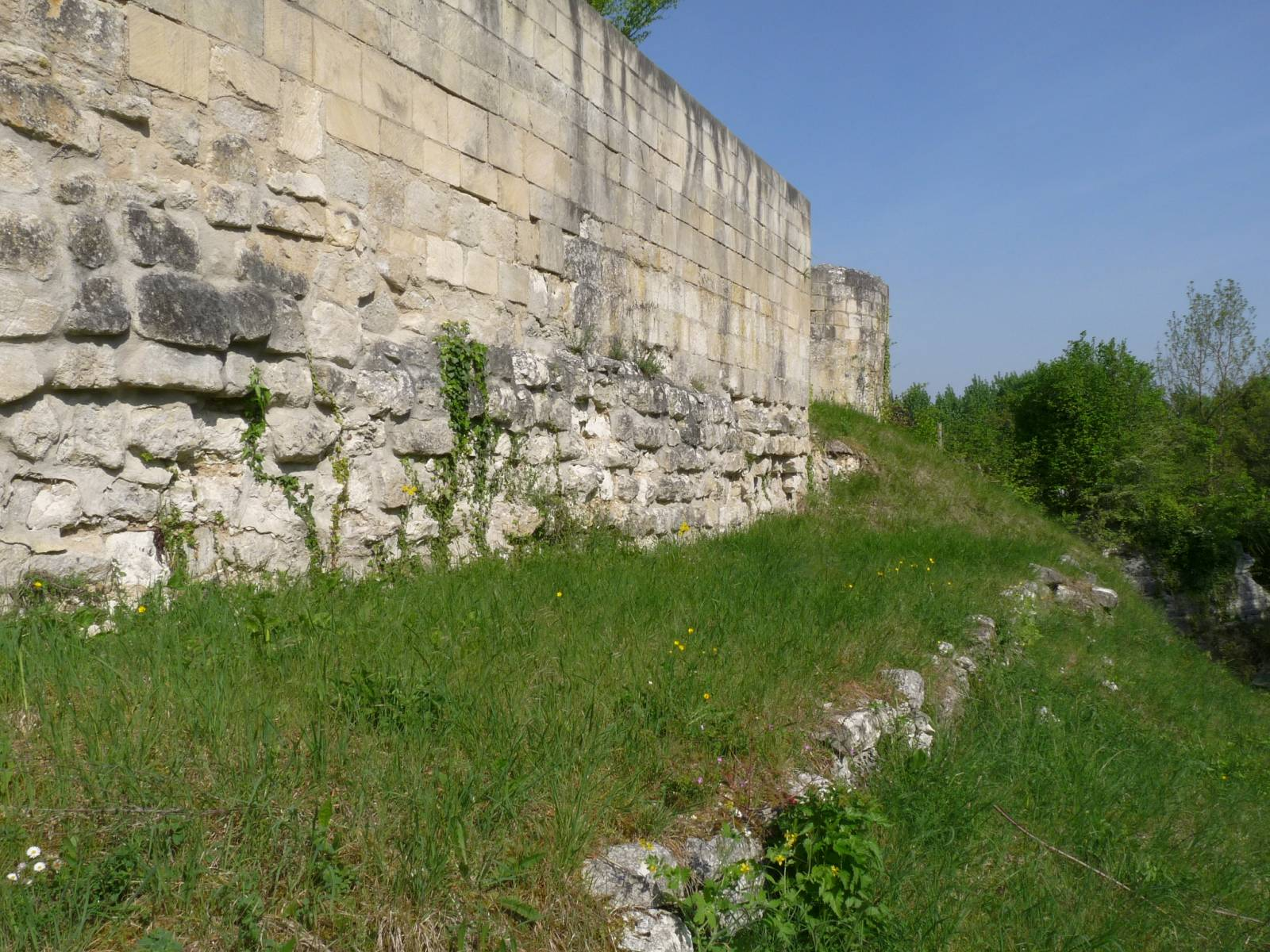
Différentes vues du rempart.
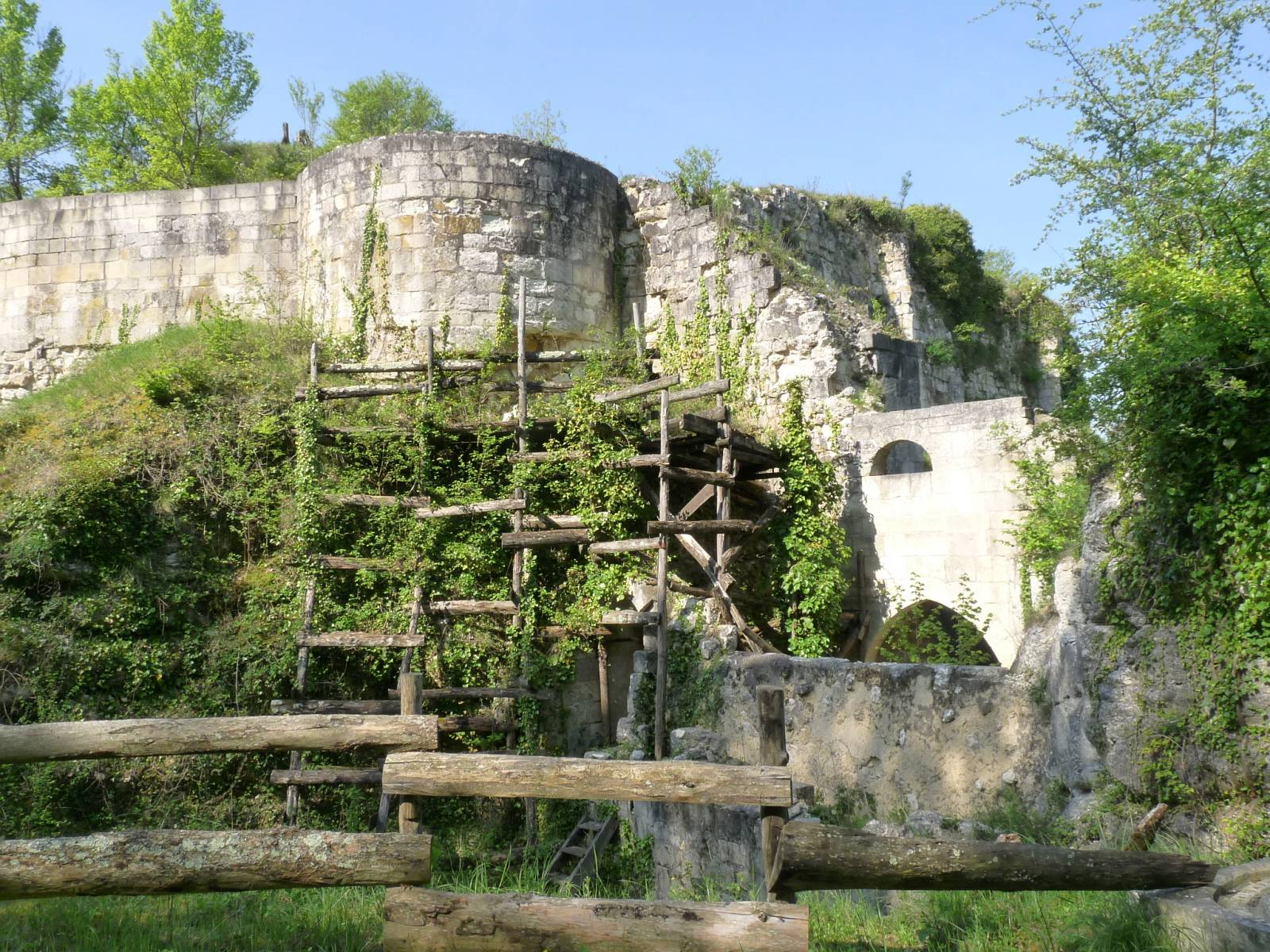
Depuis l'Est.
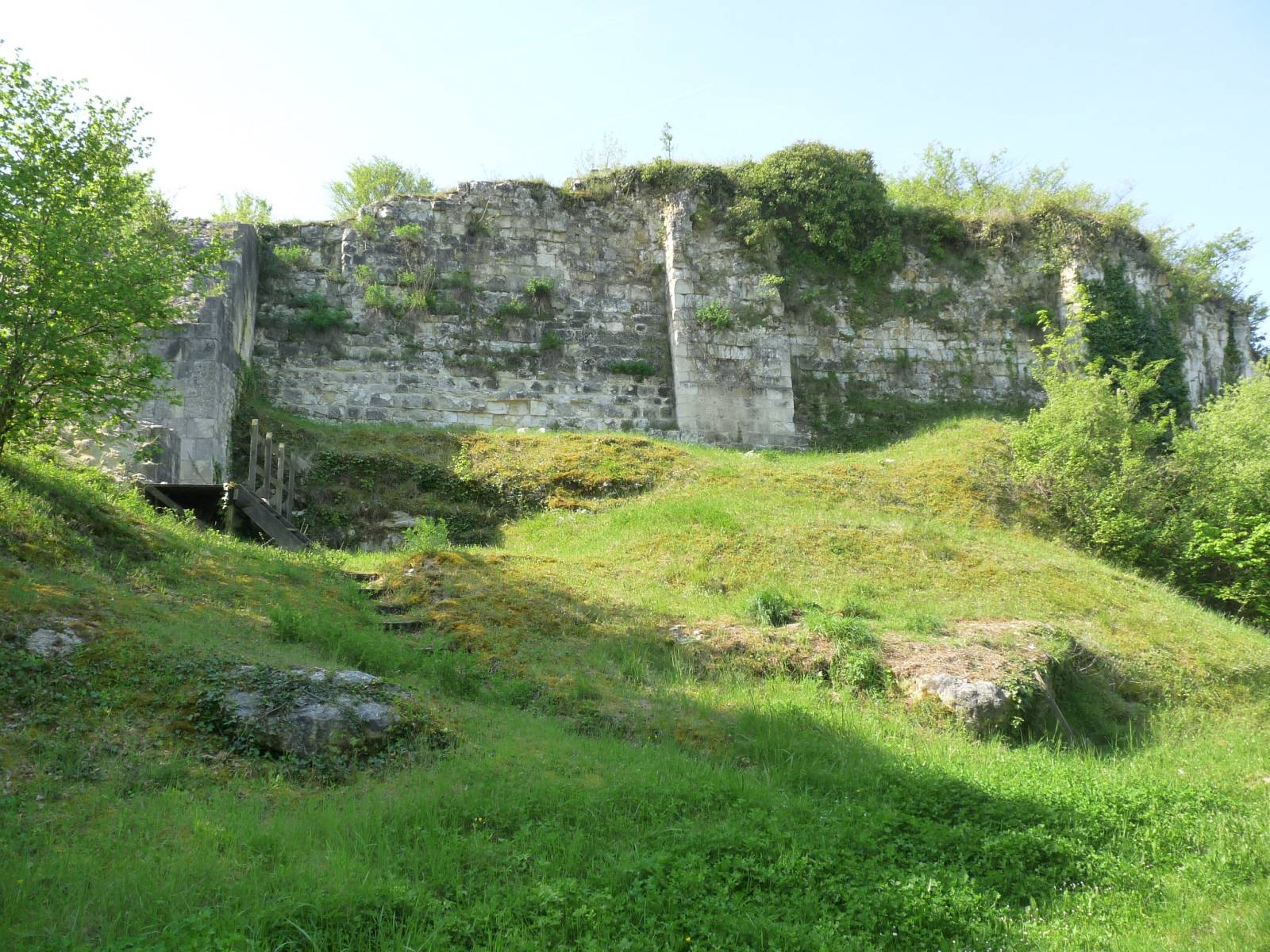
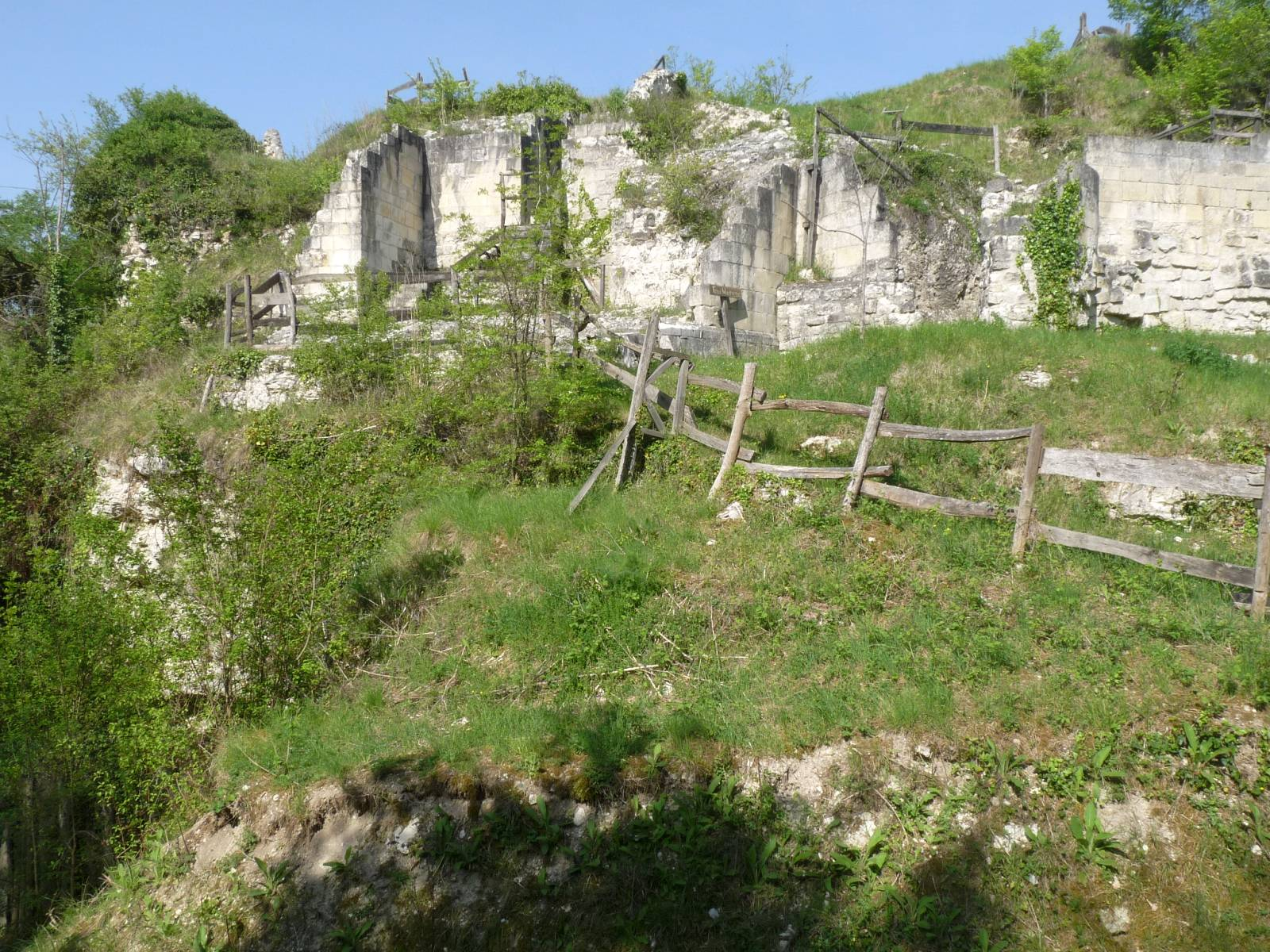
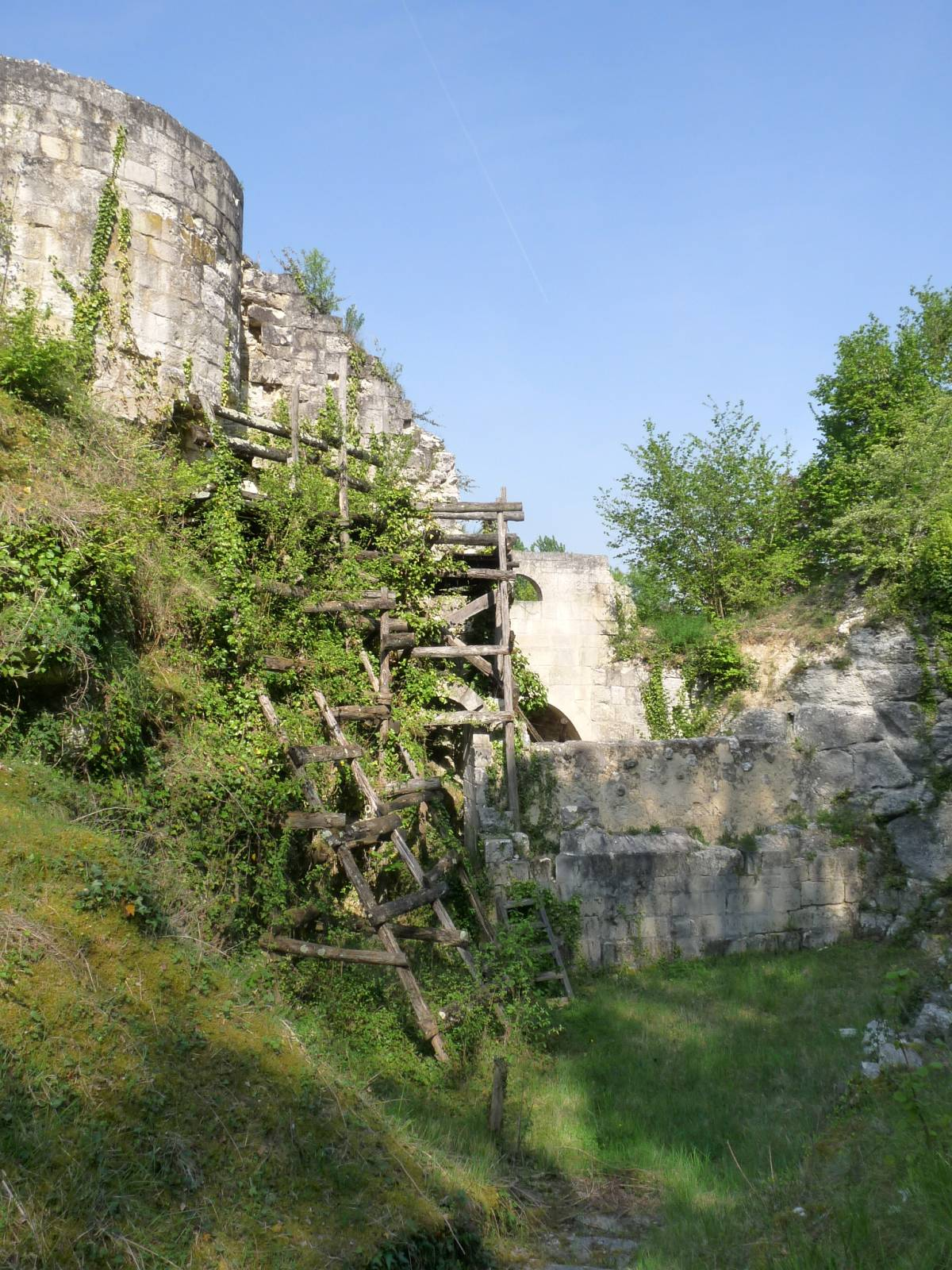
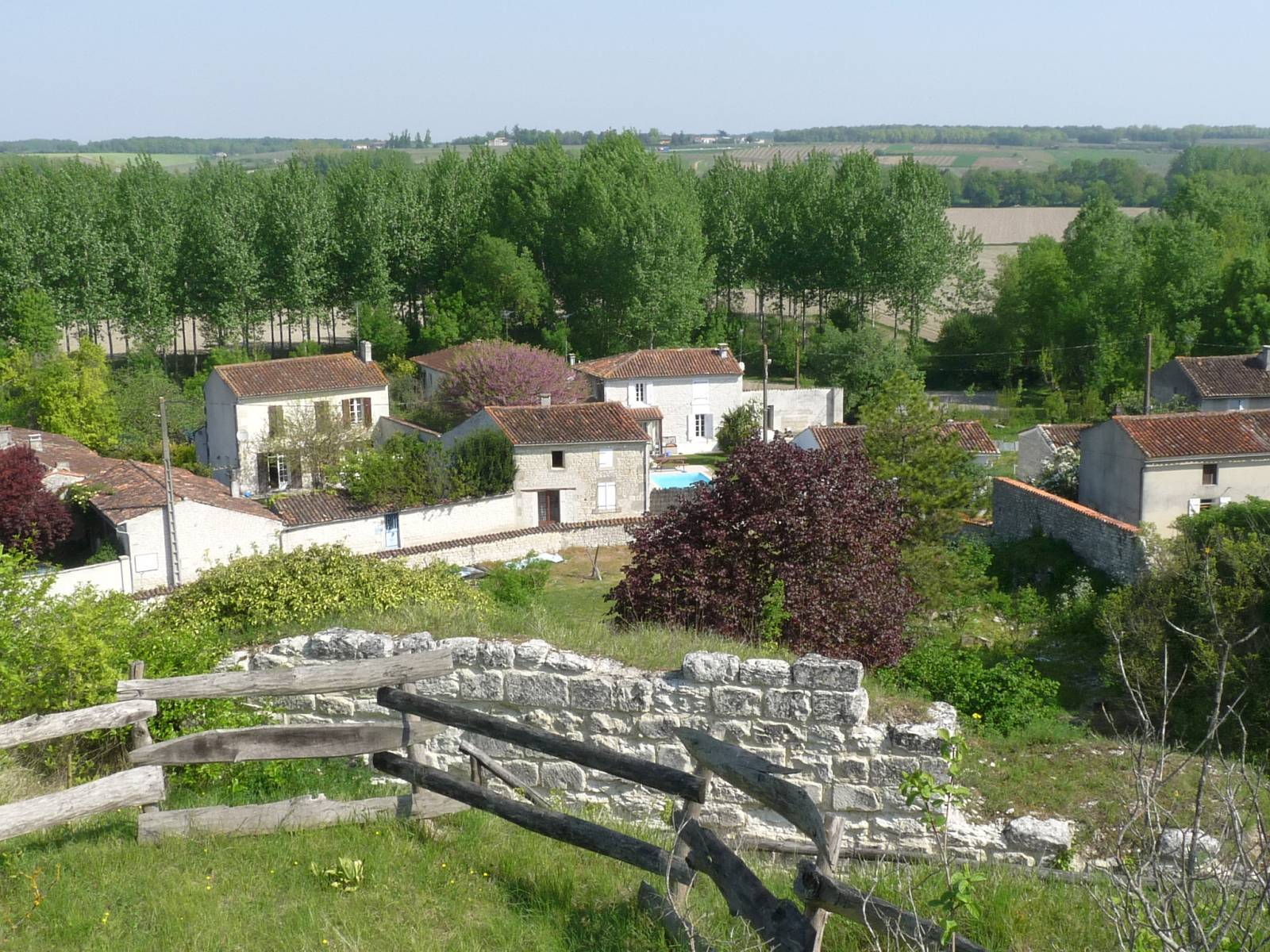
Vallée de la Charente.